# Argent (band)
Argent was een Britse rockband, die in 1969 opgericht werd door Rod Argent nadat zijn vorige band The Zombies was gestopt. De band is vooral bekend dankzij hun hit "Hold your head up" uit 1972.

## Geschiedenis
De oorspronkelijke bezetting van de band bestond uit Rod Argent (keyboards), Russ Ballard (gitaar, keyboard), Bob Henrit (slagwerk) en Jim Rodford (bas). Ballard, Rodford en Argent namen de zangpartijen voor hun rekening. Argent, Ballard en Chris White (eveneens ex-Zombies) schreven de nummers.
In 1970 verscheen hun debuutalbum, eenvoudig Argent genaamd. De single "Liar" hieruit werd geen hit voor Argent, maar bereikte in de versie van Three Dog Night plaats 7 op de Amerikaanse Billboard Hot 100.
De doorbraak kwam er in 1972 met het album All Together Now. De single "Hold your head up" (in een sterk verkorte versie vergeleken met de albumversie) bereikte plaats 5 zowel in de Billboard Hot 100 als in de Britse hitparade. "God Gave Rock and Roll to You" van het volgende album In Deep (1973) was in 1991 een hit (met een andere tekst) voor de band Kiss.
In 1974 verliet Ballard de groep om een solocarrière te beginnen. John Verity (gitaar, zang) en John Grimaldi (gitaar) vervoegden de band. Ze brachten nog twee albums uit en namen een film op, die nooit is uitgebracht, voordat de band in 1976 stopte.
In 2010 speelde Argent in de oorspronkelijke bezetting op het High Voltage Festival in Londen en trad nadien nog enkele malen op.

## Discografie

### Studioalbums
- 1970: Argent
- 1971: Ring of Hands
- 1972: All Together Now
- 1973: In Deep
- 1974: Nexus
- 1975: Circus
- 1975: Counterpoints

### Livealbums
- 1974: Encore: Live in Concert
- 1997: The Complete BBC Sessions
- 2010: Argent at High Voltage 2010

### Compilaties
- 1976: The Best of Argent - An Anthology
- 1978: Hold Your Head Up
- 1991: Music from the Spheres
- 2008: Greatest: The Singles Collection
- 2009: Argent: Original Album Classics – de eerste vijf albums

### Singles
- 1970: Liar
- 1970: Schoolgirl
- 1971: Sweet Mary
- 1971: Celebration
- 1972: Hold Your Head Up
- 1972: Tragedy
- 1973: God Gave Rock and Roll to You
- 1973: It‘s Only Money, Part 2
- 1974: Man for All Reasons
- 1974: Thunder & Lightning
- 1974: Time of the Season
- 1975: The Jester

### NPO Radio 2 Top 2000
Van Argent stond alleen Hold your head up in 2006 in de NPO Radio 2 Top 2000, op plek 1949.